# Izaszacsal

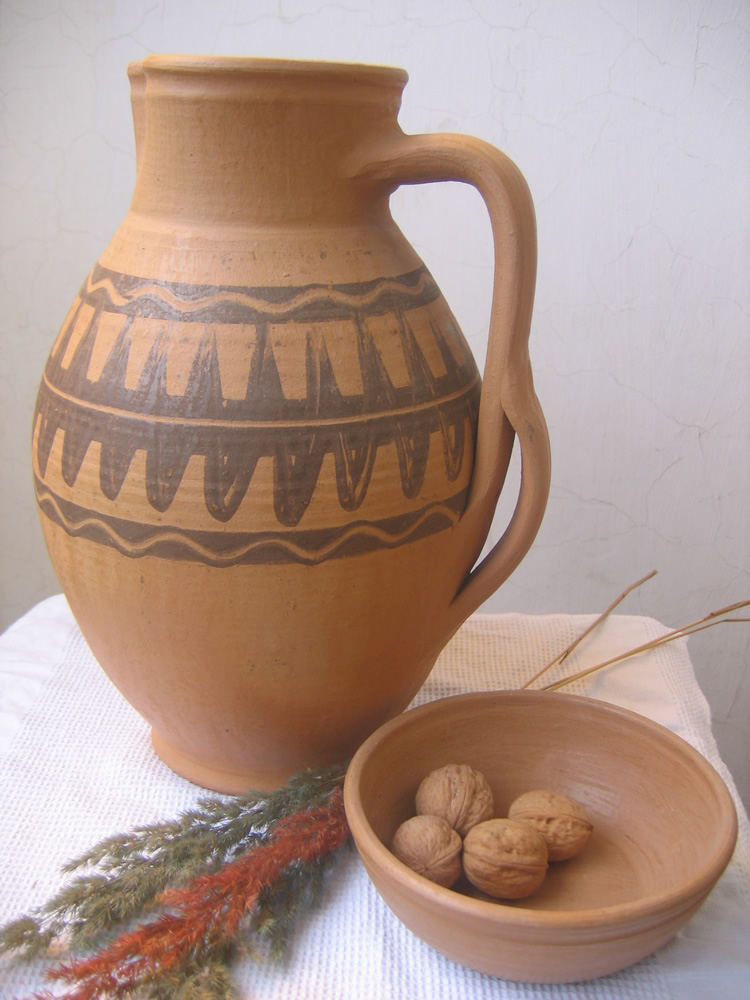
Izaszacsali korsó és tál

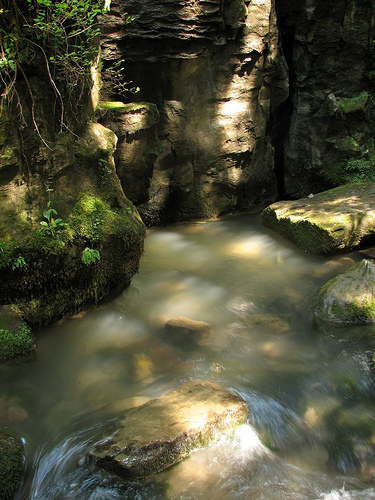
Az Iza forrása

Izaszacsal, 1901-ig Szacsal (románul: Săcel, jiddisül סיטשל) falu Romániában, Máramaros megyében, a történeti Máramarosban, Izaszacsal község központja.

## Fekvése
Izaszacsal a Máramarosi-medence délkeleti csücskében, a Cibles és a Radnai-havasok lábainál, Máramarosszigettől 59 km-re délkeletre helyezkedik el. Az Iza völgyének legmagasabban fekvő települése.

## Nevének eredete
Neve a román săcel ('falucska') szóból való. 1453-ban Zachal és Kys Zachal, 1495-ben Zachol alakban írták.

## Története
Jellegzetes máramarosi román kisnemesi falu volt. Első említésekor, 1453-ban a király a török ellen tanúsított vitézségük miatt megerősítette birtokában Mihály fiait, Dant, Suskát és Gosztolyánt. A 16. században a dunántúli eredetű Pogány család és a helyi román kisnemesek küzdöttek birtokáért. A 17–18. században jobbágytalan kisnemesek lakták. Ortodox kolostorának 1715-ben Ștefan Cantacuzino havasalföldi fejedelem adományozott egy kelyhet. A kolostor fatemplomát 1746 és 54 között Máramarosszigetre vitték, ahol a görögkatolikusok használták. Szerzetesi közössége 1787-ben bomlott fel.
1848. november 7-én bevonultak a máramarosszigeti, hosszúmezői és szabolcsi nemzetőrök, majd miután Urban serege megfutamította őket, december 1-jén hatszáz fővel Dimbul érkezett a faluba.
A faluban letelepedett haszid zsidók 1860 körül építettek maguknak zsinagógát.
1900-ban a görögkatolikus hívek kifogást emeltek az újonnan kinevezett lelkészük ellen, és a szamosújvári püspöktől Pavel Chita romolyi lelkész kinevezését kérték. Azzal fenyegettek, hogy ellenkező esetben kilépnek az egyházból, és ortodox hitre térnek. Időközben küldöttséget vezettek Ioan Mețianu nagyszebeni metropolitához is, akivel az áttérésükről tárgyaltak. Ezután a falu mind a kért görögkatolikus lelkészt, mind pedig a metropolita által ígért új ortodox lelkészt megkapta. A magyar állam azonban elhatározta, hogy a vallási status quo fenntartása érdekében beavatkozik. Széll Kálmán miniszterelnök bizalmas átiratban kérte Mețianutól az ortodox pap visszahívását, 1901-ben pedig hamis (nem személyesen beadott) áttérési nyilatkozatok és bujtogatás miatt bűnvádi eljárást indítottak az addig átlépett szacsaliak ellen. Őket végül felmentették, de az új egyházközség létrejöttét törvénytelennek nyilvánították. A gyakorlatban azonban mégis megalakult, és 1910-ben már a falu román lakosságának egyharmada vallotta magát ortodoxnak. Vasútvonala 1949-ben épült. 1900 körül a lakosok fő bevételi forrásának még a fuvarozás számított.
1888 után a Deiner & Szarvas cég folytatott először kőolaj- és bitumenkitermelést a Valea Carelor völgyben, hat-hét évig. 1911-ben az Izaszacsal 4. fúrásban 459 méteres mélységből hatalmas sugárban szökött fel az olaj. Az államtól az 1915-ben alakult Magyar Kárpáti Petróleum Rt. nyert koncessziót az olajkincs feltárására és kitermelésére. 1918 után a kőolajmezőt elhanyagolták, a fúrásokat 1942-ben a Magyar-Olasz Ásványolajipari Rt. kezdte újra. 1951–55-ben a szovjet–román vegyes tulajdonú SOVROM PETROL működtette az olajkutakat. 1964-ben a kitermelést felfüggesztették. 1976-tól a Baicoi vállalat öt kútból évi 1725 tonna kőolajat termelt ki. 1999-re már 25 olajkút működött a község határában. A bányászat 2007-ben ismét leállt, majd 2008-ban egy Prahova megyei cég vette át, kisebb kapacitással.
1838-ban 1243 görögkatolikus és 100 zsidó vallású lakosa volt.
1880-ban 1957 lakosából 1710 volt román és 178 német (valójában jiddis) anyanyelvű; 1746 görögkatolikus és 189 zsidó vallású.
2002-ben 3779 lakosából 3765 volt román nemzetiségű; 3697 ortodox, 34 adventista és 23 görögkatolikus vallású.

## Fazekasság
A falu a 18. századtól az 1970-es évekig népi fazekasközpont volt. A 10–15 méter mélyről kiásott vörös agyagból készült mázatlan cserépedényeket kőtörmelékből készült barna festékkel, cikkcakkos vagy hullámvonalakkal díszítették. A 20. század közepén még kilenc fazekas élt a faluban, ma már csak Tănase Burnar készít különböző formájú edényeket, főként a turisták számára. A fazekasság termékeit kiállítás mutatja be.

## Más nevezetességek
- Az Iza kék forrása (vízkelete), 1020 méterrel a tengerszint felett. Az Iza egy 2500 méter hosszú forrásbarlangból tör elő, amely a kristályos pala és az eocén mészkő találkozásánál alakult ki. A vízkelet felett egy karsztos szurdok nyílik. A forrás száz hektáros környéke természetvédelmi terület.[4]
- Mecleș malmai. A két malom 1890-ben, a német gyártmányú gyapjúfésülő gép 1905-ben készült.
- A faluban több gyapjúmosó.
- Egy mester népi maszkok készítésével foglalkozik.

## Képek

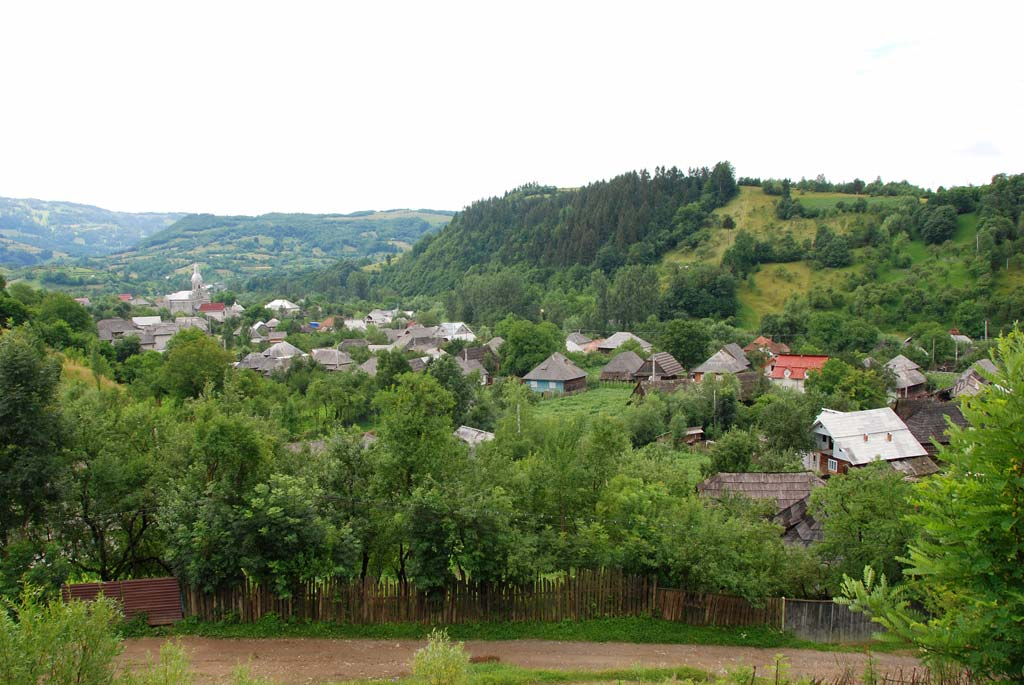
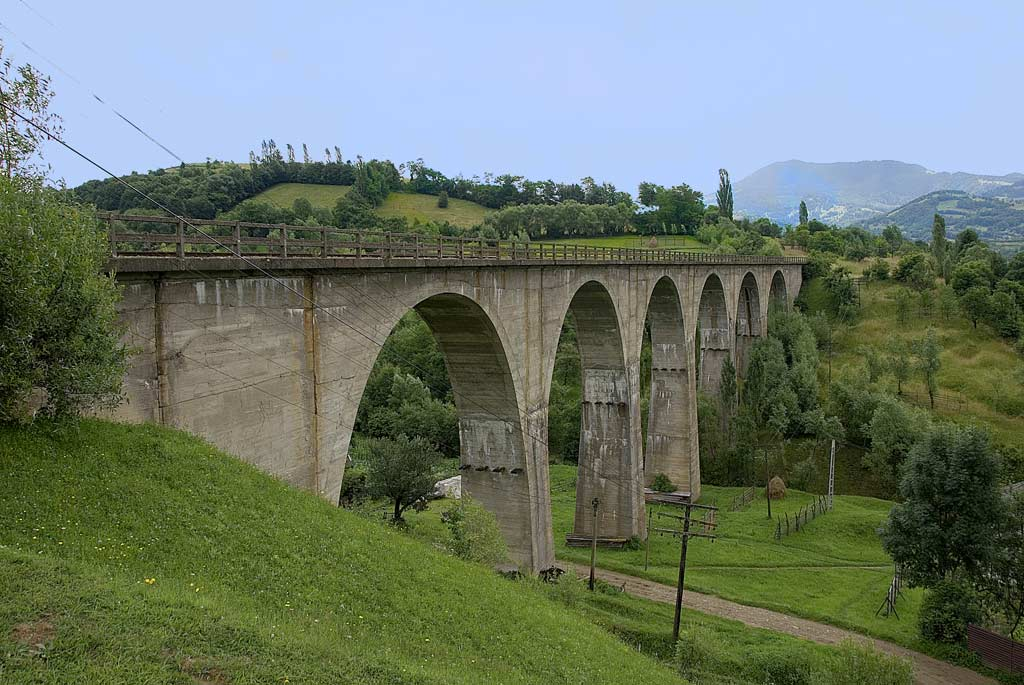
Vasúti híd
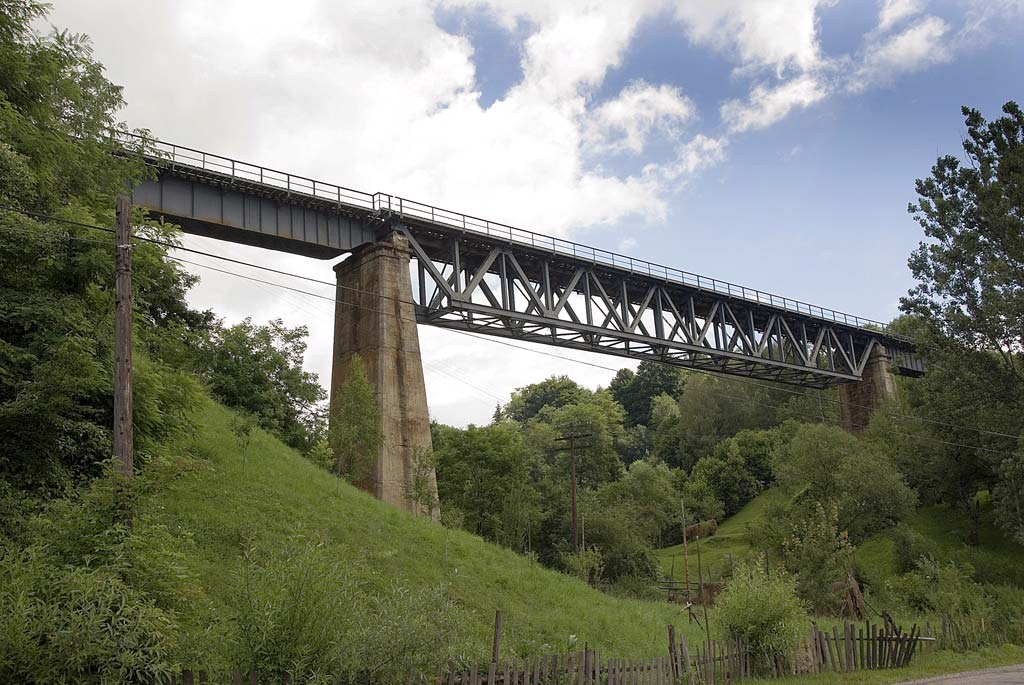
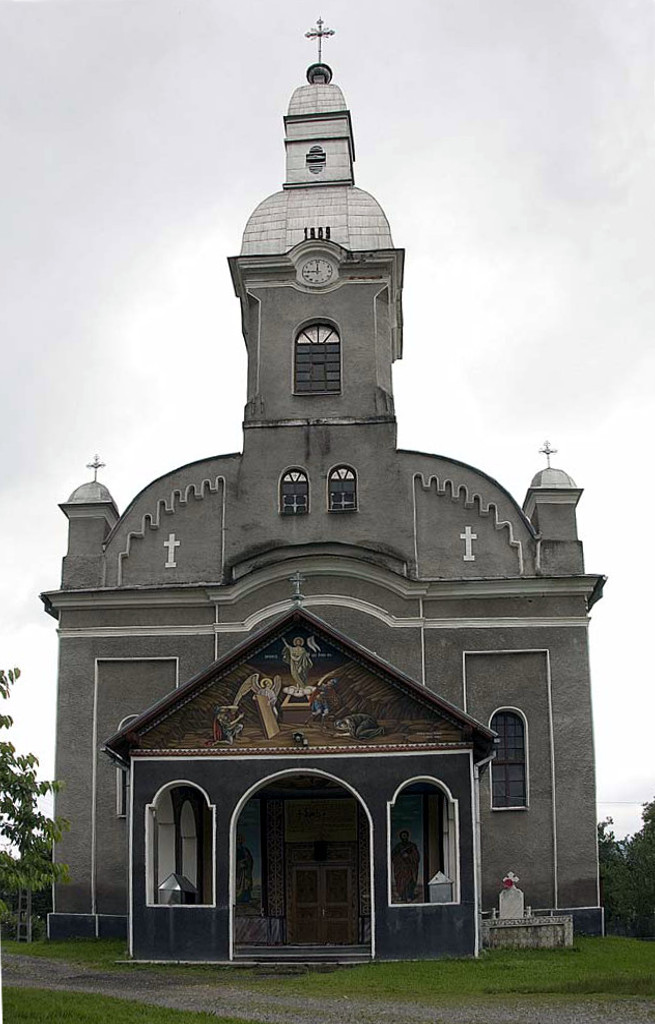
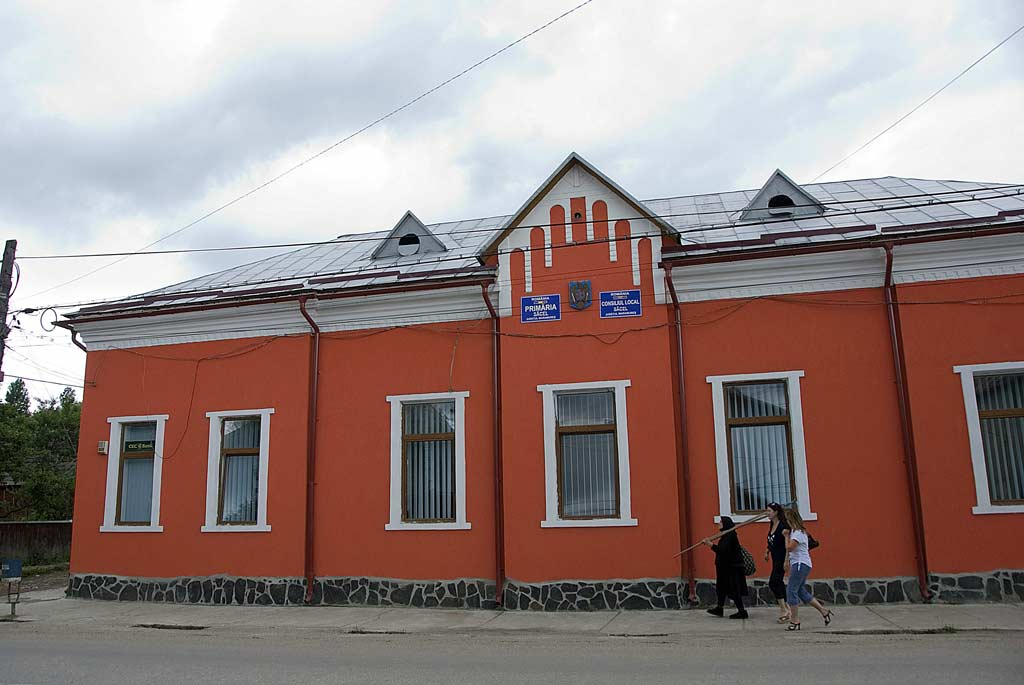
Községháza
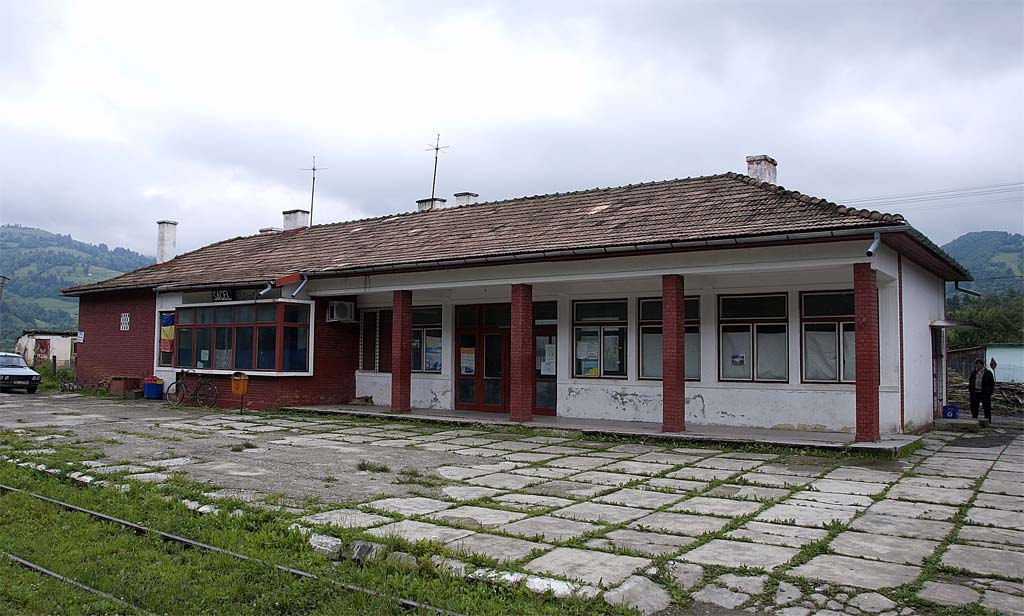
Vasútállomás
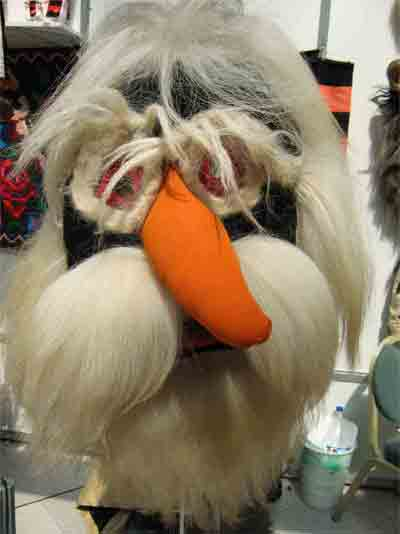
Népi maszk